# 한일철강
한일철강 주식회사는 대한민국의 철강생산업체이다.

## 같이 보기
- 하이스틸